# دیوید نوریس

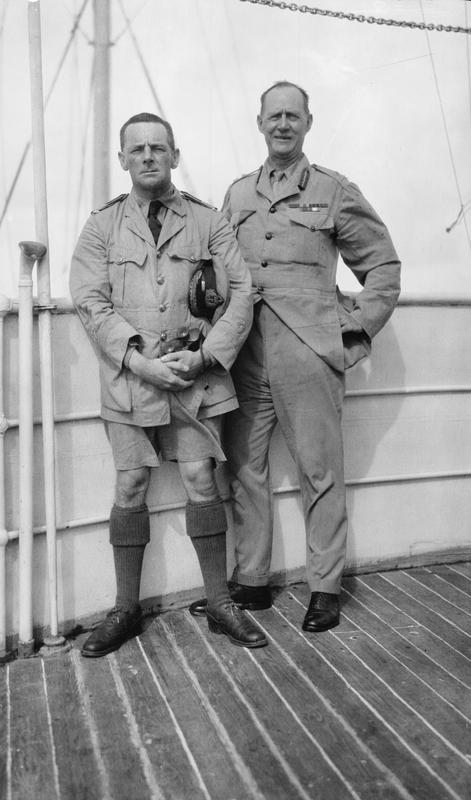
دریادار دیوید نوریس (سمت چپ) به همراه سرلشکر لیونل دانسترویل (سمت راست) در دریای مازندران

دریابُد دیوید توماس نوریس (۲۷ اکتبر ۱۸۷۵ – ۱۹ ژوئیهٔ ۱۹۳۷) افسر نیروی دریایی سلطنتی بریتانیا بود.
نوریس پسر «قاضی نوریس»، قاضی دادگاه عالی کلکته بود. او در کالج کلیفتُن تحصیل کرد و در ۱۳ سالگی به‌عنوان ناوبانیار به ناو «اچ‌ام‌اس بریتانیا» پیوست و دو سال بعد به درجهٔ ناوبان دومی ترفیع یافت.
در نوامبر ۱۸۹۶ در حالی که به درجهٔ ناوسروانی ترفیع یافته بود، متخصص توپخانه شد و به‌عنوان افسر توپخانه در نبردناو «اچ‌ام‌اس وِنجِنس» در «ایستگاه چین» خدمت کرد. در دسامبر ۱۹۰۷ به درجهٔ ناخدا دومی ترفیع یافت و در ۱۹۰۸ «فرمانده پرچم‌دار» سرفرماندهی ایستگاه چین شد. او سپس به‌عنوان افسر اجرایی ناو «اچ‌ام‌اس دومینیون» و سپس «اچ‌ام‌اس سوپِرب» در «ناوگان خانگی» خدمت کرد.
نوریس اندکی پیش از وقوع جنگ جهانی اول در سال ۱۹۱۴ ناخدا یکم شد و فرماندهی ناو مسلح بازرگانی «اچ‌ام‌اس آرلانزا» را به‌همراه ناوگروه دهم بر عهده گرفت. پس از دو سال او به بخش هوادریای وزارت دریاداری در لندن منتقل شد، جایی که مسئولیت کشتی‌های هوایی نیروی دریایی را بر عهده داشت و در سال ۱۹۱۸ به‌عنوان دریادار دوم و افسر ارشد نیروی دریایی ناودستهٔ خلیج فارس «ایستگاه هند شرقی» برگزیده شد.
در سپتامبر ۱۹۱۸ به‌همراه شمار اندکی از افسران و مردان به بندر انزلی در کرانهٔ دریای مازندران رفت؛ جایی که ناوتیپ بریتانیایی کاسپین (دریای مازندران) را تأسیس کرد. وی مسلح‌سازی کشتی‌های بازرگانی را برای بهره‌برداری در جنگ داخلی روسیه آغاز نمود. او تا پایان اکتبر تنها چهار کشتی داشت که به آن‌ها چند قایق موتوری و یک واحد هوایی افزوده شده بود. در ۲۱ مهٔ ۱۹۱۹، با شش کشتی بازرگانی مسلح‌شده به سی کشتی بلشویک حمله کرد و چهارده عدد از آن‌ها را نابود کرد. برای خدماتش در دریای مازندران دو بار در گزارش‌های ارسالی به مافوق از او یاد شد و «نشان حمام» (CB) را در مارس ۱۹۱۹ و «نشان مایکل مقدس و جرج مقدس» (CMG) را در نشان‌های افتخاری سال نو ۱۹۲۰ دریافت کرد.
از ۱۹۲۰ تا ۱۹۲۱ او رئیس هیئت اعزامی نیروی دریایی بریتانیا در ایران بود و در ۱۹۲۲ مدیر بخش بازرگانی ستاد نیروی دریایی شد. در ۱۹۲۴ فرماندهی نبردناو «اچ‌ام‌اس وَلیِنت» را در ناوگان خانگی بر عهده گرفت، اما در اکتبر ۱۹۲۴ به درجهٔ دریابانی در «ناوگروه جنگی یکم» ناوگان مدیترانه ترفیع یافت، سمتی که تا سپتامبر ۱۹۲۷ در دست داشت. در اکتبر ۱۹۲۹ با ترفیع به درجهٔ دریاسالاری بازنشسته شد و در اکتبر ۱۹۳۳ در فهرست بازنشستگان به درجهٔ دریابدی ترفیع یافت.